# Jan Latalski
Jan Latalski herbu Prawdzic (ur. 1463, zm. 29 sierpnia 1540 w Skierniewicach) – arcybiskup gnieźnieński i prymas Polski, prepozyt kapituły katedralnej poznańskiej w latach 1523–1525, sekretarz króla Zygmunta I Starego.

## Życiorys
Pochodził z zasłużonej wielkopolskiej rodziny. Ojciec Jan (zm. 1517) pełnił urząd kasztelana gnieźnieńskiego. Bracia przyrodni: Janusz (zm. 1557) był kasztelanem gnieźnieńskim, lędzkim, wojewodą inowrocławskim i poznańskim, Jerzy (zm. 1556), kasztelanem lądzkim.
Studiował na Akademii Krakowskiej. Dzierżył liczne beneficja kościelne w Wielkopolsce, był między innymi plebanem w Sławnie w 1482 roku i w pobliskich Pobiedziskach w 1493 roku oraz proboszczem parafii św. Apostołów Piotra i Pawła w Kostrzynie. W latach 1498–1505 był kanclerzem Elżbiety Rakuszanki, od 1504 sekretarzem królewskim. Jako wysłannik Zygmunta I Starego prowadził rokowania z Krzyżakami w Toruniu w 1511. W 1517 prowadził rokowania z hospodarem Mołdawii. W 1525 został biskupem poznańskim dzięki królowej Bonie.
Był posłem Zygmunta I Starego na sejmik województwa poznańskiego i kaliskiego w Środzie w 1517 roku.
W swojej diecezji dokonał wielu inwestycji sakralnych, uposażając Akademię Lubrańskiego, której wysoki poziom nauczania zapewniał m.in. zaproszony przez biskupa Krzysztof Hegendorfer. W 1536 został wybrany biskupem krakowskim. W 1537 został arcybiskupem gnieźnieńskim i Prymasem Polski, zmarł w 1540 r., został pochowany w kaplicy NMP w Katedrze Gnieźnieńskiej.